# Кариби
Кариби су група острва која се налазе у Карипском мору, укључујући Бахаме у Атлантику. Ова острва се простиру од Флориде на северу до Венецуеле у Јужној Америци на југу. Кариби се састоје од преко 7000 острва. Подељени су у 25 територија које представљају независне државе, колоније и протекторате.
Кариби су се називали и „Западноиндијска острва“ јер је Кристифор Колумбо мислио да је дошао до Индије када је открио Америку. Колумбово прво искрцавање на америчко копно је било управо на Карибима. Кариби се састоје од Бахама, Великих и Малих Антила и део су Северне Америке.
Кариби су у историји познати и по пиратима.

## Територије на Карибима
- Ангиља (британска колонија)
- Антигва и Барбуда
  - Антигва
  - Барбуда
- Аруба (део Краљевине Холандије)
- Барбадос
- Бахаме
  - Андрос
  - Велика Бахама
  - Ељутера
  - Острво мачака
- Гваделуп (прекоморски део Француске)
  - Бас Тер
  - Гран Тер
  - Острва светаца 
    - Горње острво
    - Доње острво

  - Мари Галант
  - Острва Мале Земље
  - Ла Дезирад
  - Сен Бартелеми, такође Сен Барт
  - Свети Мартин
- Гренада
- Британска Девичанска Острва
- Америчка Девичанска Острва
- Доминика
- Јамајка
- Кајманска острва (британска колонија)
- Куба
- Курасао
- Мартиник (прекоморски део Француске)
- Мексико није карипска земља, али има нека острва у Карипском мору:
  - Острво Мухерес
  - Острво Козумел
- Монсерат (британска територија)
- Наваса (америчка изолована територија)
- Порто Рико (чланица Комонвелта повезана са САД)
- Света Луција
- Свети Винсент и Гренадини (деле Гренадине са Гренадом)
  - Беквија
  - Кануанско острво
  - Младо острво
  - Мустик
  - Острво палми
  - Свети Винсент
  - Унион острво
- Свети Кристофер и Невис
  - Невис
  - Свети Кристофер
- Свети Мартин
- Тринидад и Тобаго
  - Тобаго
  - Тринидад
- Туркс и Кајкос острва (Британска територија)
  - Велики Терк
  - Провиденцијале
- Хиспањола
  - Доминиканска Република
  - Хаити
- Холандија (део Краљевине Холандије)
  - Бонер
  - Саба
  - Свети Еустахије

Нације Белизеа и Гвајане, иако су на континенталном делу Средње Америке, односно Јужне Америке, су бивше британске колоније и одржавају многе културне везе са Карибима и чланице су КАРИКОМ-а. Острва Турнеф (и многа друга острва и гребени) су део Белизеа и налазе се у Карипском мору.

## Индијанскаплемена
- Аравак
- Гарифуна
- Кариб
- Лусиан
- Сибони
- Таино